# 5902 Talima
5902 Talima este un asteroid din centura principală de asteroizi.

## Descriere
5902 Talima este un asteroid din centura principală de asteroizi. A fost descoperit pe 27 august 1987 la Observatorul de Astrofizică din Crimeea de Liudmila Karacikina. El prezintă o orbită caracterizată de o semiaxă mare de 3,00 ua, o excentricitate de 0,12 și o înclinație de 11,2° în raport cu ecliptica.